# Eduardo Martínez Torner
Eduardo Martínez Torner (Oviedo, 7 de abril de 1888-Londres, 17 de febrero de 1955) fue un musicólogo, compositor y concertista español. Es autor del Cancionero Musical de la Lírica Popular Asturiana, una recopilación de quinientos temas del tesoro musical asturiano.

## Biografía
Hijo de Filomena Torner, de la familia conocida en Oviedo como "Los Catalanes", y de Antonio Martínez Díaz, pastor de Llamo (pueblo del concejo o municipio asturiano de Riosa), empleado en la hacienda de la familia materna, la casona de Regla, edificio ovetense del siglo XVIII. Inició sus estudios con Baldomero Fernández Casielles, Saturnino del Fresno Arroyo e Ignacio Ruiz de la Peña (organista de la catedral de Oviedo), y se examinó libre de los cinco primeros cursos de piano en el Conservatorio de Madrid, finalizando sus estudios tres años más tarde. De 1912 a 1914, estudió en la Schola Cantorum de París con Vincent d'Indy, teniendo que regresar a España con el estallido de la Primera Guerra Mundial. Fue becado en 1916 por la Diputación de Asturias para proseguir sus estudios en Madrid.
En 1924, viajó a México y Cuba con José Martínez Suárez "Cuchichi" para una gira de 28 conferencias-concierto sobre los diferentes tipos de tonada tradicional asturiana. En 1929 se unió al grupo de folcloristas del Pueblo Español de Barcelona, que dirigía Francesc Carreras.
En la órbita de actividades pedagógicas de la Institución Libre de Enseñanza, Torner colaboró con Menéndez Pidal en el Centro de Estudios Históricos, llegando a dirigir la sección de Musicografía y Folklore. En 1920 publicó el Cancionero musical de la lírica popular asturiana. Alojado en la Residencia de Estudiantes, participó con Jesús Bal y Gay en la recogida de materiales para lo que más de cuarenta años después se publicaría como Cancionero gallego.
Entre 1932 y 1933 Torner se integró en las tareas de las Misiones Pedagógicas como creador y director del Coro del Pueblo (compuesto por estudiantes universitarios y estudiantes y de Magisterio), y coordinador general encargado de la selección de pasajes y temas musicales.
Se exilió en Londres al comienzo de la guerra civil española. En la capital inglesa participó en las labores culturales del Instituto Español, activo desde el 20 de enero de 1944 al 31 de diciembre de 1950, y en programas de folklore en la BBC. Murió en 1955, cuando preparaba su regreso a España.

## Obra
Las investigaciones de Martínez Torner fueron decisivas en la recuperación del repertorio para vihuela del siglo XVI. Fruto de su trabajo con fondos bibliográficos antiguos son Colección de vihuelistas españoles del S.XVI y Narváez: El Delfín de la Música. 1538. Su obra más conocida, el Cancionero Musical de la Lírica Popular Asturiana que se publicó en 1920, y cinco años más después se anunció la segunda parte, con mil temas más; una ampliación que nunca editó y que sus biógrafos consideran perdida.
Sí apareció en 1928, publicada por la Biblioteca del Estudiante dirigida por Ramón Menéndez Pidal, una serie de setenta y tres canciones del cancionero popular. Más tarde aparecieron sus trabajos: Metodología del canto y de la música, Temas folklóricos: música y poesía, El folklore en la escuela y el Cancionero Musical Español, en su edición de 1948. Asimismo, compuso dos zarzuelas: La promesa y La maragata.
En 2005, en el quincuagésimo aniversario de su muerte, Anabel Santiago y el gaitero Alberto Varillas llevaron por los escenarios asturianos un espectáculo en su memoria.